# Делія (Альберта)
Делія (англ. Delia) — село в Канаді, у провінції Альберта, у складі муніципального району Стерленд.

## Населення
За даними перепису 2016 року, село нараховувало 216 осіб, показавши зростання на 16,1%, порівняно з 2011-м роком. Середня густина населення становила 162,5 осіб/км².
З офіційних мов обидвома одночасно не володів жоден з жителів, тільки англійською — 215. Усього 15 осіб вважали рідною мовою не одну з офіційних, з них 5 — українську.
Працездатне населення становило 105 осіб (53,8% усього населення), рівень безробіття — 9,5% (20% серед чоловіків та 0% серед жінок). 76,2% осіб були найманими працівниками, а 23,8% — самозайнятими.
Середній дохід на особу становив $12 013 (медіана $12 002), при цьому для чоловіків — $12 013, а для жінок $12 013 (медіани — $12 002 та $12 002 відповідно).
25,6% мешканців мали закінчену шкільну освіту, не мали закінченої шкільної освіти — 20,5%, 56,4% мали післяшкільну освіту, з яких 22,7% мали диплом бакалавра, або вищий.
| Статево-вікова структура населення | Статево-вікова структура населення | Статево-вікова структура населення | Статево-вікова структура населення | Статево-вікова структура населення |
| ---------------------------------- | ---------------------------------- | ---------------------------------- | ---------------------------------- | ---------------------------------- |
|                                    |                                    |                                    |                                    |                                    |
| Всього                             | Всього                             | 46,5%53,5%                         |                                    |                                    |
| 0 — 14 років                       | 0 — 14 років                       |                                    | 16,7%                              | 16,7%                              |
| 15 — 64 років                      | 15 — 64 років                      |                                    | 57,1%                              | 57,1%                              |
| 65 і більше                        | 65 і більше                        |                                    | 26,2%                              | 26,2%                              |
| 85 і більше                        | 85 і більше                        |                                    | 2,4%                               | 2,4%                               |
| Середній вік (років)               | Середній вік (років)               | 43,745,4                           | 44,6                               | 44,6                               |
| Медіана (років)                    | Медіана (років)                    | 44,551,0                           | 49,0                               | 49,0                               |
| — чоловіки — жінки                 |                                    |                                    |                                    |                                    |

| Походження мешканців:     | Походження мешканців:     | Походження мешканців: | Походження мешканців: | Походження мешканців: |
| ------------------------- | ------------------------- | --------------------- | --------------------- | --------------------- |
| Походження                |                           |                       | осіб                  | %                     |
| Корінні американці        | Корінні американці        |                       | 0                     | 0%                    |
| Інше північноамериканське | Інше північноамериканське |                       | 125                   | 48.08%                |
| Європейське               | Європейське               |                       | 160                   | 61.54%                |
| британське                | британське                |                       | 110                   | 42.31%                |
| французьке                | французьке                |                       | 10                    | 3.85%                 |
| українське                | українське                |                       | 70                    | 26.92%                |
| Латинськоамериканське     | Латинськоамериканське     |                       | 10                    | 3.85%                 |
| Карибське                 | Карибське                 |                       | 20                    | 7.69%                 |
| Азійське                  | Азійське                  |                       | 10                    | 3.85%                 |

| Зайнятість населення за галузями (за класифікацією NOC): | Зайнятість населення за галузями (за класифікацією NOC): | Зайнятість населення за галузями (за класифікацією NOC): | Зайнятість населення за галузями (за класифікацією NOC): | Зайнятість населення за галузями (за класифікацією NOC): |
| -------------------------------------------------------- | -------------------------------------------------------- | -------------------------------------------------------- | -------------------------------------------------------- | -------------------------------------------------------- |
|                                                          |                                                          |                                                          |                                                          |                                                          |
| Управління                                               | Управління                                               |                                                          | 9,5%                                                     | 9,5%                                                     |
| Охорона здоров'я                                         | Охорона здоров'я                                         |                                                          | 9,5%                                                     | 9,5%                                                     |
| Освіта, правозахист, муніципальні та урядові служби      | Освіта, правозахист, муніципальні та урядові служби      |                                                          | 33,3%                                                    | 33,3%                                                    |
| Роздрібна торгівля та послуги                            | Роздрібна торгівля та послуги                            |                                                          | 14,3%                                                    | 14,3%                                                    |
| Гуртова торгівля, транспорт та обладнання                | Гуртова торгівля, транспорт та обладнання                |                                                          | 14,3%                                                    | 14,3%                                                    |
| Природні ресурси, сільське господарство                  | Природні ресурси, сільське господарство                  |                                                          | 9,5%                                                     | 9,5%                                                     |

## Клімат
Середня річна температура становить 3,2°C, середня максимальна – 21,9°C, а середня мінімальна – -19°C. Середня річна кількість опадів – 386 мм.
| Клімат поселення                              | Клімат поселення | Клімат поселення | Клімат поселення | Клімат поселення | Клімат поселення | Клімат поселення | Клімат поселення | Клімат поселення | Клімат поселення | Клімат поселення | Клімат поселення | Клімат поселення | Клімат поселення |
| Показник                                      | Січ.             | Лют.             | Бер.             | Квіт.            | Трав.            | Черв.            | Лип.             | Серп.            | Вер.             | Жовт.            | Лист.            | Груд.            |                  |
| Середній максимум, °C                         | −5,46            | −2,16            | 2,68             | 10,88            | 17,09            | 21,13            | 21,93            | 21,45            | 16,41            | 10,13            | 0,99             | −4,44            |                  |
| Середня температура, °C                       | −12,21           | −8,9             | −4,09            | 4,12             | 10,34            | 14,38            | 16,53            | 16,08            | 11,01            | 4,76             | −4,4             | −9,82            |                  |
| Середній мінімум, °C                          | −18,96           | −15,65           | −10,8            | −2,62            | 3,59             | 7,62             | 11,16            | 10,70            | 5,63             | −0,63            | −9,77            | −15,2            |                  |
| Норма опадів, мм                              | 14               | 12               | 19               | 24               | 45               | 72               | 60               | 50               | 44               | 16               | 15               | 15               |                  |
| Середньомісячна швидкість вітру, м/с          | 4.20             | 3.94             | 4.21             | 4.40             | 4.30             | 4.00             | 3.60             | 3.50             | 3.80             | 4.20             | 4.40             | 4.30             |                  |
| Середньомісячна сонячна радіація, кДж/м²·день | 4042             | 7541             | 12701            | 17381            | 20801            | 22013            | 23008            | 19416            | 13462            | 8212             | 4264             | 3036             |                  |
| --------------------------------------------- | ---------------- | ---------------- | ---------------- | ---------------- | ---------------- | ---------------- | ---------------- | ---------------- | ---------------- | ---------------- | ---------------- | ---------------- | ---------------- |
| Джерело:                                      |                  |                  |                  |                  |                  |                  |                  |                  |                  |                  |                  |                  |                  |